# 智州 (唐朝)
智州，中国唐朝时设置的州。
武德七年（624年），改舒州同安郡之高州为智州，属淮南道同安郡。至德二年（757年），废智州复望江县，属淮南道盛唐郡严州。